# Gustav Schalk (Politiker)

Gustav Schalk als Landtagsabgeordneter 1914

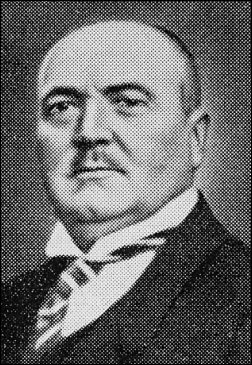
Gustav Schalk (1930)

Simon Albrecht Gustav Schalk (* 31. Juli 1874 in Unterwüsten; † 27. November 1930 ebenda) war ein deutscher Diplom-Landwirt, Erfinder, Mitglied des Lippischen Landtags, Präsident der Landwirtschaftskammer und Vorsteher (Bürgermeister) der selbständigen Gemeinde Unterwüsten.

## Leben
Gustav Schalk wurde 1874 auf Schalks Hof (Unterwüsten Nr. 8) im Ortsteil Sundern als erster Sohn der Eheleute Pauline Louise Auguste Schalk, geborene Klocke, und Gustav Adolph Schalk geboren. Seine Eltern waren die Ehe am 1. Juli 1870 eingegangen, zwei Schwestern, Wilhelmine Eleonore Auguste (1871) und Emilie Pauline (1871), wurden vor ihm geboren.
Als ältester Sohn war Gustav Schalk Anerbe und musste seine Mutter in der Führung des Hofes nach dem frühen Tod des Vaters, der 1881 schon mit 36 Jahren an Nervenfieber starb, unterstützen.
Zu Beginn ging Schalk zur Unterwüstener Küsterschule, danach besuchte er wahrscheinlich ein Gymnasium in einer der umliegenden Städte. Später arbeitete er in den Sommermonaten auf dem Hof und studierte in den Wintermonaten an der Landwirtschaftsschule in Kassel, die er mit dem Diplom-Landwirt abschloss.
Schalk war ein Tüftler, Erfinder und fortschrittlicher Landwirt. Auf seinem Hof ließ er den ersten Futtersilo Unterwüstens bauen, und die Wirksamkeit seiner Ackergeräte wurde von ihm ständig verbessert. Der geschützte „Schalk’s Kartoffelhäufelpflug Fortschritt“ wurde vielfach hergestellt und deutschlandweit verkauft.
Durch Heirat war Schalk mit dem Landtagsabgeordneten und berühmtesten unter den Führern der „Konservativen Partei im Fürstentum Lippe“, Wilhelm Schemmel, verwandt. Schemmel, als Besitzer des Hofes Unterwüsten Nr. 6, war Schalks Nachbar und wurde sein politischer Ziehvater: Als Wilhelm Schemmel 1909 starb, begann der politische Aufstieg Gustav Schalks.
Aber nicht nur der großen Politik hatte sich Schalk verschrieben: Viele Jahre war er im Wüstener Kirchenvorstand, Kirchenältester und auch Mitglied der Synode der Lippischen Landeskirche.
Am 27. November 1930 wurde Schalk durch einen tragischen Unglücksfall aus dem Leben gerissen: Er, der schon seit Jahren mit Herzbeschwerden zu kämpfen hatte, rutschte wohl in den Hofteich und hat beim Versuch, sich aus dem Wasser zu befreien, einen Schlaganfall erlitten. Rund eintausend Trauergäste haben ihn auf seinem letzten Weg zum Wüstener Friedhof begleitet. 

„Der Entschlafene widmete 2 Jahrzehnte seine Dienste der Gemeinde. Sein unermüdlicher Eifer und sein stets hilfsbereites, aufopferndes Wesen möge uns immerdar als Vorbild dienen. Tieftraurigst bedauern wir das so frühe Hinscheiden dieses braven Menschen. Wir werden ihn in unserer Gemeinde stets ein ehrendes Andenken bewahren.“

## Politische Laufbahn
1912 trat Schalk in den Landtag ein und wurde, trotz seines relativ jungen Alters, von der Klasse Ia des landwirtschaftlichen Großgrundbesitzes zu ihrem Vertreter gewählt.

In dem von scharfen sachlichen Gegensätzen zerrissenen Landtag – Stadt und Land, Konservative und Liberale standen sich gegenüber – gehörte Gustav Schalk zu den Versöhnlichen, persönliche und sachliche Gegensätze suchte er auszugleichen. Der bald darauf ausbrechende Krieg bestärkte ihn in dem auf Ausgleich gerichteten Streben.
Nach der Niederlage und der Novemberrevolution am 9. November 1918 verlor Gustav Schalk sein Landtagsmandat, und er zog sich auf den elterlichen Hof zurück. Aber schon bald fand er in der sich im Freistaat Lippe neu bildenden konservativen Landvolk- und Bauernbewegung eine neue politische Heimat. Er wurzelte im Bauerntum und vertrat dessen Interessen. Der Landwirtschaft die Grundlage der Existenz zu erhalten, wurde ihm zur Lebensaufgabe, gekrönt wurde diese unermüdliche Arbeit durch die Wahl zum Präsidenten der Landwirtschaftskammer im Juni 1930.
Neben seiner Tätigkeit im Landtag und in für die Landwirtschaftskammer war Gustav Schalk über zwei Jahrzehnte lang Vorsteher (Bürgermeister) der selbständigen Gemeinde Unterwüsten.

## Ehrungen
Gustav Schalk zu Ehren wurde die Gustav-Schalk-Straße in Wüsten und Valdorf benannt.